# Jacques Dujarié
Jacques-François Dujarié (1767-1838) est un prêtre diocésain du Mans qui fut le fondateur de plusieurs congrégations à l'époque où l'Église de France se relevait de ses ruines, après la Révolution.

## Biographie
Jacques-François Dujarié est ordonné clandestinement à Paris en décembre 1795 à une époque où la Terreur frappe encore. Il s'occupe ensuite de la paroisse du village de Ruillé-sur-Loir, dont il devient le curé en 1803, lorsque le culte est à nouveau permis. Il réunit des jeunes femmes pour former le noyau de la congrégation des Sœurs de la Providence en 1806 et l'Institut des frères de Saint-Joseph.
Il fait construire La Petite Providence, demeure avec une chapelle pour accueillir son œuvre naissante. Il développe le service des soins aux malades et de l'enseignement des enfants pendant vingt ans, mais il est victime d'une attaque cardiaque à l'âge de 67 ans, et laisse la direction de ses œuvres au père Basile Moreau. Les frères de Saint-Joseph forment alors le noyau de la future congrégation de Sainte-Croix qui essaimera aux États-Unis et ailleurs. Les frères de Saint-Joseph ont déjà soixante maisons en 1835.